# Sesia
El Sesia és un riu del nord-oest d'Itàlia, afluent del riu Po. Neix al Mont Rosa i després d'un recorregut de 138 km desemboca al Po. Els últims km del riu fan de frontera entre el Piemont i la Llombardia.
El seu nom antic era Sessites. Només en parlen Plini el Vell i la Cosmografia de Ravenna. Naixia a la Gàl·lia Transpadana. Corria a tocar de les muralles de Vercellae i desembocava al adus (Po) a uns 25 km al sud d'aquesta ciutat.

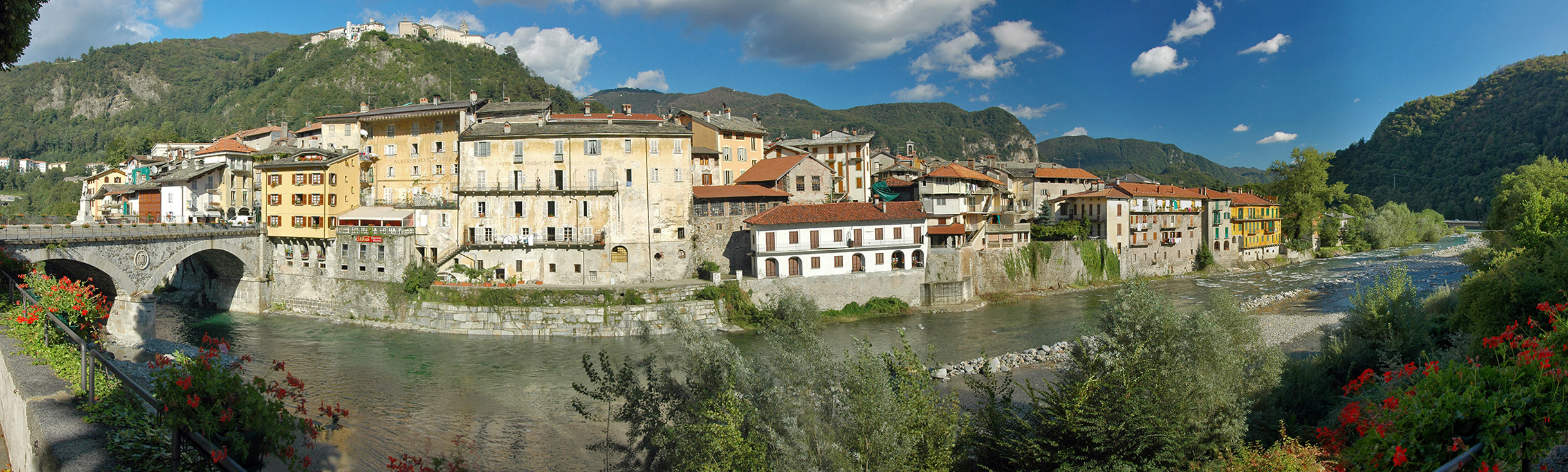
El Sessia pel seu pas per Varallo Sesia